# Toro Rosso STR2
El Toro Rosso STR2 fue un monoplaza con el que el equipo Toro Rosso compitió en la temporada 2007 de Fórmula 1. Se estrenó el 13 de febrero de 2007 en el Circuito de Barcelona-Cataluña. El coche es una variante del chasis de Red Bull RB3 (aunque impulsado por motores Ferrari en lugar de Renault), hecho que causó bastante controversia. Fue pilotado inicialmente por Vitantonio Liuzzi y Scott Speed, pero Sebastian Vettel sustituyó al estadounidense desde el GP de Hungría. El coche también se utilizó para competir en las cuatro primeras carreras de la temporada 2008 ligeramente modificado, a manos de Sebastian Vettel y Sébastien Bourdais, campeón cuatro veces consecutivas de la Champ Car.

## Controversia
Los equipos Spyker y Williams, antes y durante la temporada, denunciaron en repetidas ocasiones que el STR2 era idéntico al Red Bull RB3. Su objeción se basaba en que el Acuerdo de la Concordia exigía claramente que todos los equipos construyeran su propio chasis individualmente. Ambos equipos iniciaron acciones legales por la posible violación de las normas, en particular, Colin Kolles, el director del equipo Spyker. Sin embargo, la FIA no tomó ninguna medida.

## Desarrollo del STR2
Generalmente el STR2 y RB3 recibieron revisiones aerodinámicas en diferentes etapas a través de la temporada. El STR2 fue equipado con un nuevo alerón delantero en Mónaco, similar a la que equipo hermano Red Bull implementa en la carrera anterior, con 2 perfiles superiores curvadas que mejoran el flujo de aire sobre el coche y el aumento de la carga aerodinámica.
El equipo desarrolló aún más el STR2 en Turquía con un nuevo desarrollo de la barge board. En el GP de Italia el STR2 se equipó con un "arco" sobre la nariz en el alerón delantero.

## 2008: STR2B
Debido a que el nuevo STR3 no estaba listo para la nueva temporada, Toro Rosso utilizó un STR2 modificado durante las 5 primeras carreras de 2008. Entre estas modificaciones se encuentra la inclusión de la ECU estandarizada que provee McLaren y que impide las ayudas electrónicas, una nueva caja de cambios y un nuevo reposacabezas más grande.

## Resultados
(Clave) (negrita indica pole position) (cursiva indica vuelta rápida)
| Año  | Chasis | Motor              | Neu. | N.º | Pilotos            | 1   | 2   | 3   | 4   | 5   | 6   | 7   | 8   | 9   | 10  | 11  | 12  | 13  | 14  | 15  | 16  | 17  | 18  | Puntos | Pos. |
| ---- | ------ | ------------------ | ---- | --- | ------------------ | --- | --- | --- | --- | --- | --- | --- | --- | --- | --- | --- | --- | --- | --- | --- | --- | --- | --- | ------ | ---- |
| 2007 | STR2   | Ferrari 056 2.4 V8 | B    |     |                    | AUS | MYS | BHR | ESP | MON | CAN | USA | FRA | GBR | EUR | HUN | TUR | ITA | BEL | JPN | CHN | BRA |     | 8      | 7.º  |
| 2007 | STR2   | Ferrari 056 2.4 V8 | B    | 18  | Vitantonio Liuzzi  | 14  | 17  | Ret | Ret | Ret | Ret | 17≠ | Ret | 16≠ | Ret | Ret | 15  | 17  | 12  | 9   | 6   | 13  |     | 8      | 7.º  |
| 2007 | STR2   | Ferrari 056 2.4 V8 | B    | 19  | Scott Speed        | Ret | 14  | Ret | Ret | 9   | Ret | 13  | Ret | Ret | Ret |     |     |     |     |     |     |     |     | 8      | 7.º  |
| 2007 | STR2   | Ferrari 056 2.4 V8 | B    | 19  | Sebastian Vettel   |     |     |     |     |     |     |     |     |     |     | 16  | 19  | 18  | Ret | Ret | 4   | Ret |     | 8      | 7.º  |
| 2008 | STR2B  | Ferrari 056 2.4 V8 | B    |     |                    | AUS | MYS | BHR | ESP | TUR | MON | CAN | FRA | GBR | GER | HUN | EUR | BEL | ITA | SIN | JPN | CHN | BRA | 39     | 6.º  |
| 2008 | STR2B  | Ferrari 056 2.4 V8 | B    | 14  | Sébastien Bourdais | 7≠  | Ret | 15  | Ret | Ret |     |     |     |     |     |     |     |     |     |     |     |     |     | 39     | 6.º  |
| 2008 | STR2B  | Ferrari 056 2.4 V8 | B    | 15  | Sebastian Vettel   | Ret | Ret | Ret | Ret | 17  |     |     |     |     |     |     |     |     |     |     |     |     |     | 39     | 6.º  |

- ≠ El piloto no acabó el Gran Premio, pero se clasificó al completar el 90% de la distancia total.